# Stazione di Savignano Mulino
La stazione di Savignano Mulino è una fermata ferroviaria della linea Casalecchio-Vignola, gestita dalle Ferrovie Emilia Romagna. Serve la località di Mulino, frazione del comune di Savignano sul Panaro.

## Storia
La stazione di Savignano Mulino venne attivata contemporaneamente alla linea, il 28 ottobre 1938.
Dopo la soppressione del trasporto passeggeri sulla linea, nel 1967, seguita dalla fine del trasporto merci nel 1995, la stazione venne riattivata il 19 settembre 2004.

## Movimento
Il servizio passeggeri è costituito dai treni della linea S2A (Bologna Centrale - Vignola) del servizio ferroviario metropolitano di Bologna, cadenzati a frequenza oraria con rinforzi semiorari nelle ore di punta.
I treni sono effettuati da Trenitalia Tper nell'ambito del contratto di servizio stipulato con la regione Emilia-Romagna.
A novembre 2019, la stazione risultava frequentata da un traffico giornaliero medio di circa 258 persone (134 saliti + 124 discesi).